# مقاطعة روكبريج (فيرجينيا)
 مقاطعة روكبريج  (بالإنجليزية:  Rockbridge County)‏ هي إحدى المقاطعات في ولاية فيرجينيا في الولايات المتحدة الأمريكية.

## أعلام
- جيمس ماكدويل
- أرشيبالد الكسندر
- إفرايم ماكدويل
- أندرو مور
- ميخائيل ك. كير
- سايروس هول ماكورميك